# Ronald (canción)
«Ronald» es una canción de la banda estadounidense de metalcore Falling in Reverse en colaboración con el rapero estadounidense Tech N9ne y el cantante ruso Alex Terrible. Fue lanzado el 7 de mayo de 2024 a través de Epitaph Records. La canción fue lanzada como sexto sencillo de su próximo quinto álbum de estudio Popular Monster.

## Promoción y lanzamiento
A diferencia de sus sencillos anteriores, la banda no promocionó la canción con anticipación. De repente, el 7 de mayo de 2024, se lanzó el sencillo con el nombre «Ronald», que es el nombre real del vocalista Ronnie Radke. La canción presenta al rapero estadounidense Tech N9ne y al vocalista de Slaughter to Prevail, Alex Terrible. En 2022 la banda había anunciado que iban a lanzar un EP llamado Neon Zombie, sin embargo esto no sucedió ya que la banda nunca anunció un avance o fecha de lanzamiento.
Después de 7 años del lanzamiento de su cuarto álbum de estudio Coming Home, la banda finalmente anunció que lanzarían su quinto álbum de estudio llamado Popular Monster y será lanzado el 26 de julio de 2024. La banda también anunció su gira "The Popular MonsTour II" en los Estados Unidos junto a Dance Gavin Dance, Black Veil Brides, Tech N9ne, Jeris Johnson y Nathan James. Luego de 6 años la banda también anunció que se presentará fuera de Estados Unidos encabezando el festival "We Missed Ourselves Fest" en México.

## Composición y letra
La canción fue escrita por el vocalista Ronnie Radke, Tyler Smyth, el guitarrista de All That Remains Jason Richardson, Tech N9ne y el baterista Luke Holland y fue compuesta por Ronnie Radke y Tyler Smyth. Fue nuevamente producido por Tyler Smyth, Ronnie Radke y Charles Kallaghan Massabo. La letra de «Ronald» se sumerge en la transición de la inocencia a las duras realidades de la vida adulta. Es un clamor contundente contra la oscuridad del mundo, subrayado por el reconocimiento de los demonios internos y los males sociales. Esta canción no es sólo una melodía; es una audaz llamada de atención a las escalofriantes verdades que nos rodean.
Hasta el momento es la canción más pesada de la banda, a lo largo de la canción pudimos escuchar los breakdowns de guitarra y guturales característicos del metalcore, solo que en la parte de Tech N9ne fue completamente rap hasta que regresa nuevamente un sonido más pesado en la parte de Alex Terrible.[cita requerida]

## Desempeño comercial
La canción entró por primera vez al Top 100 de YouTube Top Songs Charts en Estados Unidos, debutando en el puesto 74. El video se convirtió en el primero en tendencia en YouTube en Estados Unidos y cuenta con más de 15 millones de reproducciones en sus plataformas digitales.

## Vídeo musical
El vídeo musical fue nuevamente dirigido por Jensen Noen, quien es aclamado por sus videos. El vídeo musical es una continuación del vídeo del sencillo "Watch the World Burn", comenzando con Ronnie Radke despertando en una ambulancia que vestía el mismo traje que en el vídeo anterior atacando a los paramédicos. Ronnie se encuentra en un mundo posapocalíptico huyendo de demonios y un equipo S.W.A.T y luego aparece con Tech N9ne quien aparentemente interpreta de Dios y lo envía al infierno y se enfrenta al Diablo quién aparentemente es Alex Terrible, el video termina sin saber quién fue el ganador de la pelea.

## Posicionamiento en listas
| Listas (2024)                                   | Mejor posición |
| ----------------------------------------------- | -------------- |
| Australia (ARIA Digital Tracks)                 | 30             |
| Estados Unidos (Bubbling Under Hot 100 Singles) | 13             |
| Estados Unidos (Digital Songs)                  | 18             |
| Estados Unidos (Hot Rock & Alternative Songs)   | 12             |
| Nueva Zelanda (Hot Singles) (RMNZ)              | 27             |
| Reino Unido (UK Singles Sales)                  | 88             |
| Reino Unido (UK Download Chart)                 | 83             |
| Reino Unido (UK Independent Singles Breakers)   | 17             |
| Reino Unido (UK Rock & Metal)                   | 20             |

## Premios y nominaciones
| Año  | Premio                                      | Result   | Ref    |
| ---- | ------------------------------------------- | -------- | ------ |
| 2024 | Billboard Music Awards: Top Hard Rock Songs | Nominado | [ 19 ] |